# Reprezentanțe comerciale franceze din Imperiul Otoman

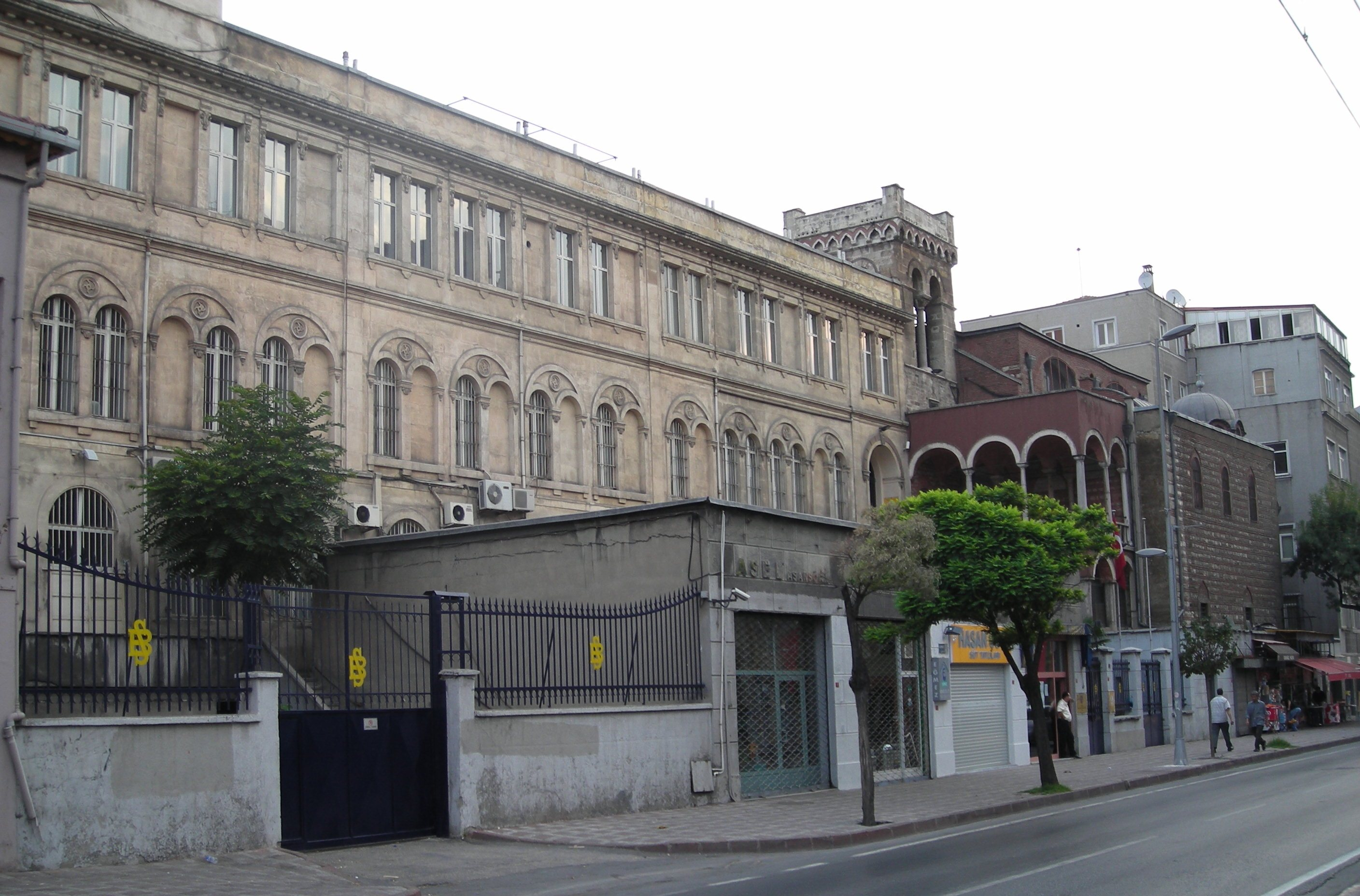
fr, unul din vechile așezăminte ale comunității franceze din Imperiul Otoman

Reprezentanțele comerciale franceze din Imperiul Otoman (în franceză Échelles du Levant) au fost stabilite prin tratatul încheiat în anul 1536 între regele Francisc I al Franței și sultanul Soliman Magnificul. Principalii reprezentanți comerciali ai Franței în Imperiul Otoman proveneau din portul Marsilia, care încerca să țină pasul cu concurența din Republica Venețiană și Republica Genoveză.

## Reprezentanțe franceze (échelles, „escale”)
- În estul Mediteranei: Constantinopol, Izmir, Échelle Neuve (côte d'Anatolie), Alep (et son port Alexandrette), Seyde (Sidon), Tripoli în Liban, insulele Cipru, Chios, Tinos, Paros, Naxos.
- În sudul Mediteranei: Cairo, Alexandria și Rosette.
- În vestul Mediteranei: Tripoli de Barbarie (actuala Libie), Tunis, Bastion de France⁠(en)[traduceți] (fondat de un marseillez de origine corsicană) și Alger.